# Homo rhodesiensis
Homo rhodesiensis là Hominin đã bị tuyệt chủng của chi Homo, được mô tả qua hóa thạch sọ ở Kabwe.Những so sánh khác về hình thái hài cốt đã được tìm thấy từ cùng thời điểm, hoặc sớm hơn, ở Nam Phi (Hopefield hoặc Saldanha), Đông Phi (Bodo, Ndutu, Eyasi, Ileret) và Bắc Phi (Salé, Rabat, Dar-es-Soltane, Djbel Irhoud, Sidi Aberrahaman, Tighenif). Những hóa thạch này có niên đại giữa 300.000 và 125.000 năm.
Homo rhodesiensis hiện đang được một số nhà khoa học coi như là một cái tên khác để chỉ Homo heidelbergensis.

## Khai quật
Kabwe 1, còn gọi là Sọ Đồi Broken, được phân loại bởi Arthur Smith Woodward trong năm 1921 như là mẫu hình cho Homo rhodesiensis; ngày nay hầu hết các nhà khoa học gán nó với chủng Homo heidelbergensis. Hóa thạch sọ được tìm thấy trong mỏ chì và kẽm tại Đồi Broken, Bắc Rhodesia (nay thuộc Kabwe, Zambia) vào năm 1921 bởi Tom Zwiglaar, một thợ mỏ người Thụy Sĩ. Cùng với sọ, hàm trên của một cá nhân khác, xương cùng, xương chày, và hai mảnh xương đùi cũng đã được tìm thấy. Hộp sọ được mệnh danh là "Người đàn ông Rhodesia" tại thời điểm phát hiện, nhưng ngày nay thường được gọi là Sọ Đồi Broken hay hộp sọ Kabwe.
Liên kết giữa các xương không rõ ràng, nhưng hóa thạch xương chày và xương đùi lại thường có quan hệ với hộp sọ. Người đàn ông Rhodesia có niên đại giữa 125.000 và 300.000 năm. Kích thước Sọ Đồi Broken đã được ước tính khoảng 1.230 cm³. Bada, & al., (1974) công bố tuổi thọ của mẫu vật này là 110 ka  bằng cách đo độ axit. Việc tiêu hủy điểm khai quật đã khiến cho việc xác định niên đại trở nên bất khả thi.
Hộp sọ này là của một cá nhân rất khỏe mạnh, và có cặp lông mày rậm nhất so với các loài vượn người còn lại. Họ được mô tả là có khuôn mặt rộng như Homo neanderthalensis (tức là mũi lớn và gờ lông mày dày), và đã được coi là "chủng Neanderthal châu Phi". Tuy nhiên, khi liên quan đến độ chắc chắn của hộp sọ, nghiên cứu gần đây đã chỉ ra một số đặc điểm trung gian giữa Homo sapiens hiện đại và người Neanderthal. Một mẫu vật khác, "người vượn hồ Ndutu" có thể có niên đại 400.000 năm; năm 1976 được Clarke phân loại vào chủng Homo erectus. Dung tích sọ não được đo gián tiếp vào khoảng 1100 ml. Hình thái học về rãnh nhận thức và sự hiện diện của các khối u của họ được trình bày bởi Philip Rightmire "mang lại cho hậu chẩm một diện mạo khác hẳn so với Homo erectus", nhưng Stinger (1986) đã chỉ ra rằng trụ xương hông dày là điển hình cho Homo erectus.

## Phân loại
Ở châu Phi, có một sự khác biệt giữa các công cụ của người Acheulea tạo ra trước và sau 600.000 năm trước đây với nhóm nhiều tuổi dày hơn và ít đối xứng và nhóm ít tuổi có khả năng cắt tốt hơn. Rupert Murrill đã nghiên cứu mối quan hệ giữa sọ Archanthropus của Petralona (Chalcidice, Hy Lạp) và sọ Rhodesia. Hầu hết các chuyên gia ngày nay tin rằng  Rhodesia thuộc chủng Homo heidelbergensis mặc dù một số tên khác như Homo sapiens arcaicus hay Homo sapiens rhodesiensis cũng đã được đề xuất.
Theo Tim White, rất có thể Rhodesia là tổ tiên của người Homo sapiens idaltu (Người đàn ông Herto), mà chính họ là tổ tiên của người Homo sapiens sapiens. Các hộp sọ này có lỗ hổng trong mười răng hàm trên và được coi là một trong những biểu hiện được biết đến lâu đời nhất về sâu răng. Sự rỗ mòn cho thấy đã có sự nhiễm trùng nghiêm trọng trước khi họ chết và ngụ ý rằng nguyên nhân cái chết có thể là do nhiễm bệnh răng miệng hoặc có khả năng là nhiễm trùng tai mãn tính.